# Frédéric Brun (cyclisme, 1988)
Pour les articles homonymes, voir Frédéric Brun et Brun.
Frédéric Brun, né le 18 août 1988 à Belfort, est un coureur cycliste français, professionnel de 2014 à 2016. Il a été membre de l'équipe BigMat-Auber 93 pour sa première année à ce niveau, il signe un contrat en faveur de l'équipe continentale professionnelle Bretagne-Séché Environnement l'année suivante.

## Palmarès
- 2008
  - 7e étape du Tour de La Réunion
- 2010
  - Prologue du Tour du Gévaudan Languedoc-Roussillon (contre-la-montre par équipes)
  - 2e du Grand Prix de Chamoux-sur-Gelon
- 2011
  - Nocturne de Moutiers
  - Grand Prix de Montchanin
  - 2e du Grand Prix du Canton de Gleizé
  - 2e du Grand Prix de Chamoux-sur-Gelon
  - 3e du Grand Prix de Saint-Symphorien-sur-Coise
- 2012
  - 3e étape du Tour du Jura
  - Prix de Varennes-Saint-Sauveur
  - Grand Prix de Saint-Rambert-en-Bugey
  - Grand Prix des Hauts-de-France
  - 4e étape du Tour du Pays Roannais
  - Grand Prix de Cours-la-Ville
  - Nocturne de Marnaz
  - 2e du Prix de Foissiat
  - 2e du Grand Prix de Charvieu-Chavagneux
  - 2e du Prix de Coligny
  - 2e du Grand Prix d'Annecy
  - 3e du Grand Prix Serra-Delorme
  - 3e du Tour du Chablais
  - 3e du Tour du Jura
- 2013
  - Vienne Classic
  - Annemasse-Bellegarde et retour
  - Bourg-Arbent-Bourg
  - 4e étape des Quatre Jours des As-en-Provence
  - Prix de la Plaine Tonique
- 2014
  - 3e du Grand Prix de Cours-la-Ville
- 2017
  - 1re étape du Tour de l'Ardèche Méridionale
  - Grand Prix du Pays d'Aix
  - Annemasse-Bellegarde et retour
  - 2e et 3e étapes du Tour du Beaujolais
  - Classement général du Tour du Chablais
  - 3e du Grand Prix de Chardonnay

## Résultats sur les grands tours

### Tour de France
1 participation
- 2015 : 141e

## Classements mondiaux
| Année           | 2013  | 2014 | 2015 |
| --------------- | ----- | ---- | ---- |
| UCI Europe Tour | 1017e | nc   | 595e |